# Aaron Staton
Aaron Staton (* 10. srpna 1980, Huntington, Západní Virginie, Spojené státy americké) je americký herec. Jeho nejznámější rolí je Ken Cosgrove v seriálu Šílenci z Manhattanu a namluvil Cola Phelpse ve videohře L.A. Noire.

## Životopis
Narodil se v Huntingtonu dne 2. srpna 1980, ačkoliv jeho datum narození bývá někdy nesprávně uvedeno jako únor 1978. Vyrostl v Jacksonville na Floridě a v roce 1998 absolvoval na střední škole Terryho Parkera. V roce 2004 absolvoval také na Carnegie Mellon School of Drama.

## Kariéra
Spolu se zbytkem herců ze seriálu Šílenci z Manhattanu vyhrál v letech 2008 a 2009 Cenu Sdružení filmových a televizních herců za nejlepší výkon obsazení dramatického seriálu. Objevil se v televizních seriálech jako Zákon a pořádek: Útvar pro zvláštní oběti, Sedmé nebe a Beze stopy. Namluvil protagonistu, Cola Pheplse, pro videohru L.A. Noire.

## Osobní život
Je ženatý s herečkou Connie Fletcher. Mají tři syny, Becketta, Connora a Gradyho.

## Filmografie
| Rok       | Název                                     | Role                    | Poznámky                                      |
| --------- | ----------------------------------------- | ----------------------- | --------------------------------------------- |
| 2005      | Zákon a pořádek: Útvar pro zvláštní oběti | Andy Wall               | 1 epizoda                                     |
| 2006      | Sedmé nebe                                | Daniel                  | 3 epizod                                      |
| 2007      | Melodie mého srdce                        | Nick                    |                                               |
| 2007      | One Night                                 | Leroy                   |                                               |
| 2007      | Holka na hlídání                          | John                    |                                               |
| 2007      | I Believe in America                      | Rodney                  |                                               |
| 2007      | Descent                                   | Jaredův kamarád         |                                               |
| 2007      | Beze stopy                                | Hugh Dolan              | 1 epizoda                                     |
| 2007—2015 | Šílenci z Manhattanu                      | Ken Cosgrove            |                                               |
| 2008      | Imaginary Bitches                         | Bruce                   | 1 epizoda                                     |
| 2011      | Dobrá manželka                            | Todd Roda               | 1 epizoda                                     |
| 2011      | Lost Revolution                           | Rodney                  |                                               |
| 2013      | Newsreaders                               | Ethan Lexworth          | díl: „Auto Erotic“                            |
| 2013      | Lovci zločinců                            | Hayden Price            | díl: „The Perfect Mark“                       |
| 2014      | Preservation                              | Mike Neary              |                                               |
| 2015-2016 | Ray Donovan                               | Greg Donellen           | 9 dílů                                        |
| 2016      | The List                                  | Michael                 |                                               |
| 2016      | My Mother and Other Strangers             | kapitán Ronald Dreyfuss | seriál, 5 dílů                                |
| 2016–2017 | Jak přežít rozvod                         | JD                      | 2 díly                                        |
| 2018      | For the People                            | Todd Hardart            | televizní seriál, díl: „The Liberty Fountain“ |
| 2018      | Castle Rock                               | Pastor                  | televizní seriál, 4 díly                      |
| 2018      | God Friended Me                           | Alfie                   | televizní seriál, díl: „Matthew 621“          |
| 2018–     | Narcos: Mexico                            | Butch Sears             | televizní seriál, vedlejší role               |

## Videohry
- 2011: L.A. Noire jako Cole Phelps